# لو بينغ (رسام)
لو بينغ (و. 1733 – 1799 م) هو رسام، وشاعر من سلالة تشينغ الحاكمة، توفي عن عمر يناهز 66 عاماً.